# سكاي لين
سكاي لين (بالإنجليزية: Skylar Laine)‏ هي كاتبة غنائية ومغنية أمريكية، ولدت في 1 فبراير 1994 في براندون في الولايات المتحدة.

## وصلات خارجية
- الموقع الرسمي
- سكاي لين على موقع IMDb (الإنجليزية)
- سكاي لين على موقع ميوزك برينز (الإنجليزية)